# Potrat
Potrat (lat. abortus, někdy počeštěný výraz aborce) je ukončení těhotenství zánikem embrya nebo plodu před porodem.
K samovolným (spontánním) potratům dochází relativně často, nicméně v nejranějších stádiích těhotenství (několik prvních týdnů) často není potrat rozpoznán a žena jej pokládá za opožděnou menstruaci. Incidence potratů byla v ČR v roce 2014 25,11 %, z toho 14,87 % tvoří umělá přerušení těhotenství. (S dostupností orientačních tzv. časných testů se ovšem i tato čísla mění. Část samovolných potratů zůstává neodhalená, protože ho žena může považovat za opožděnou menstruaci.)

## Právní definice
Právní definice potratu není od roku 2012 jednoznačná, pouze v zákoně č. 372/2011 Sb., o zdravotních službách, se v § 82 odst. 2 určuje: „Plodem po potratu se rozumí plod, který po úplném vypuzení nebo vynětí z těla matčina neprojevuje ani jednu ze známek života a současně jeho porodní hmotnost je nižší než 500 g, a pokud ji nelze zjistit, jestliže je těhotenství kratší než 22 týdny. Biologickými zbytky potratu se především rozumí placenta a těhotenská sliznice.“
Dříve byl potrat definován v § 4 vyhlášky Ministerstva zdravotnictví ČSR č. 11/1988 Sb., která byla právě zmíněným zákonem o zdravotních službách zrušena. Podle něj se potratem rozumělo ukončení těhotenství ženy, při němž:
- plod neprojevuje ani jednu ze známek života a jeho porodní hmotnost je nižší než 1000 g a pokud ji nelze zjistit, jestliže je těhotenství kratší než 28 týdnů,
- plod projevuje alespoň jednu ze známek života a má porodní hmotnost nižší než 500 g, ale nepřežije 24 hodin po porodu, anebo
- z dělohy ženy bylo vyňato plodové vejce bez plodu, anebo těhotenská sliznice.

Problémem této definice bylo, že nerespektovala úspěchy neonatologie. Protože je možné udržet při životě i velmi časně narozené plody, je v některých zemích potrat definován pouze stářím plodu. O potratu se pak hovoří při vypuzení plodu mladšího než obvykle 20 až 22 týdnů.

## Příčiny potratů
Čistě arbitrálně lze příčiny potratů rozdělit na příčiny na straně matky a příčiny na straně plodu.
příčiny na straně plodu
- chromozomální porucha
- genetická porucha

příčiny na straně matky
- anomálie dělohy
- interní onemocnění matky
- infekce matky
- úraz matky

## Druhy potratů
Potraty se podle pokynů Národního zdravotního informačního systému dělí na:
1. samovolný: spontánní vypuzení plodu z dělohy před ukončením 22. týdne těhotenství.
2. miniinterrupce: jedná se o umělé ukončení těhotenství prováděné vakuovou aspirací. Tato metoda je pro ženu šetrnější a lze ji provést v raném stádiu těhotenství, tj. do 7. týdne u prvorodičky a do 8. týdne u druhorodičky.
3. jiná legální interrupce: legální ukončení těhotenství jinou metodou než miniinterrupcí do 12. týdne, u zdravotních důvodů do 24. týdne těhotenství. Po uplynutí 12 týdnů těhotenství lze uměle ukončit těhotenství, jen je-li ohrožen život ženy nebo je prokázáno těžké poškození plodu, nebo že plod je neschopen života. Nepatří sem ukončení mimoděložního těhotenství.
4. ostatní potraty: tj. potrat, který si žena přivodila sama nebo potrat provedený či iniciovaný nedovoleně jinou osobou – jedná se převážně o tzv. kriminální potraty.
5. mimoděložní těhotenství: umělé ukončení mimoděložního těhotenství. Vzniká při uhnízdění oplodněného vajíčka mimo dělohu, většinou ve vejcovodu, popř. též ve vaječníku či dutině břišní.

Od poloviny roku 2014 se k provedení umělého přerušení těhotenství používá i tzv. potratová pilulka, které se aplikuje ve zdravotnických zařízeních lůžkového typu obvykle v raném stádiu těhotenství.

## Potratovost
Potratovost je proces, který studuje vědní obor demografie. Úroveň umělé potratovosti (tedy řízených a legálních UPT) je úzce svázána s legislativními opatřeními dané země, dostupností antikoncepce, společenským klimatem, individuálními vlivy (náboženské přesvědčení, úroveň vzdělání, ekonomická situace) a reprodukčním zdravím obyvatelstva. Pro demografickou analýzu potratovosti jsou velice důležité přesné definice potratu, aby se zamezilo chybám při porovnávání s jinými zeměmi. Data o potratech jsou čerpána z Národního registru potratů (NRPOT) vedeného Ústavem zdravotnických informací a statistiky České republiky (ÚZIS ČR). Zdrojem pro informace o potratech je „Hlášení potratu a mimoděložního těhotenství“, které ÚZISu zasílají zdravotnická zařízení a lékaři.

### Vývoj umělé potratovosti v Česku

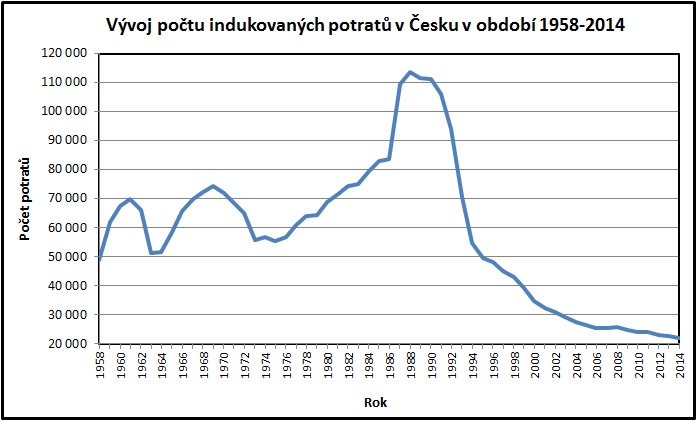
Vývoj indukované potratovosti v Česku v období 1958–2014, zdroj dat: ČSÚ

Jelikož je úroveň umělé potratovosti úzce spjata s přijatými zákony dané země, dá se potratovost relativně lehce charakterizovat podle jednotlivých legislativních opatření. Až do roku 1958 byl v Česku umělý potrat úplně zakázán. Potratovost byla tedy velice nízká, existovaly pouze málo často nelegální potraty.
Od roku 1958 až do začátku 70. let byl uměle vyvolaný potrat zlegalizován. Došlo k významnému rozšíření potratů i přes to, že byly zavedeny komise, které o povolení žádosti rozhodovaly. Tyto komise většinou povolaly jen potraty ze zdravotních důvodů nebo z jiných důvodů zvláštního zřetele hodných. Od zhruba poloviny 70. let až do roku 1987 se z důvodu vysoké úrovně potratovosti zpřísnily podmínky pro povolení potratu. V roce 1974 bylo evidováno přes 78 tisíc celkových potratů ročně, interrupcí končila až pětina všech těhotenství. Snížení počtu potratů následně pomohla i propopulační politika 70. let.
V roce 1987 došlo přijatou vyhláškou ke zrušení interrupčních komisí. Potratovost se tak znovu zvedla. Na přelomu 80. a 90. let téměř polovina těhotenství byla ukončena indukovaným potratem. Nejvíce potratů bylo zaznamenáno v roce 1988. Ústav zdravotnických informací a statistiky ČR (ÚZIS ČR) evidoval celkových potratů (včetně těch spontánních) téměř 130 tisíc. Tento jev byl však jen krátkodobého charakteru, protože díky velkému vlivu antikoncepce se v 90. letech počet umělých potratů snížil. Tento trend trvá až dodnes, v roce 2012 jich bylo zaznamenáno pouze 13,5 tisíce.

### Demografická analýza potratovosti
Analýza potratovosti sleduje výskyt potratů jak ve vztahu k celé populaci, tak ve vztahu k ženám v reprodukčním věku, tak i ve vztahu k živě narozeným dětem. Všechny ukazatele lze také transformovat a zkoumat dle věku ženy, pořadí, druhu potratu. Nejjednodušším ukazatelem vyjadřujícím úroveň potratovosti je hrubá míra potratovosti (hmpo). Je definována jako počet potratů připadajících na 1000 obyvatel středního stavu. Tento ukazatel je však před srovnáváním různých populací standardizovat. Detailnějším ukazatelem je pak obecná míra potratovosti (ompo), která vyjadřuje počet potratů na 1000 žen v reprodukčním věku 15–49 let. Dalším možným ukazatelem je úhrnná potratovost, která je součtem jednotlivých měr potratovosti dle věku, což je počet potratů ve věku x (resp. v dané pěti či desetileté věkové skupině) ke střednímu stavu žen v daném věku (věkové skupině). Zajímavým ukazatelem je také index potratovosti (ipo), který je poměrem počtu potratů a počtu živě narozených dětí ve sledovaném roce.

## Interrupce v evropských zemích
Interrupce v České republice je legální až do 12. týdne těhotenství, s lékařským doporučením až do 24. týdne těhotenství, v případě závažných problémů s plodem kdykoliv. Interrupce doporučené lékařem jsou kryty zdravotním pojištěním, interrupce je však i jinak relativně cenově dostupná. Někdy se v češtině pro umělé ukončení těhotenství používá i výraz potrat, který je ale v tomto případě nesprávný.
- Interrupce v Polsku – Interrupce je v Polsku legální pouze v případech, kdy je těhotenství důsledkem trestného činu nebo je-li ohrožen život či zdraví ženy. Poslední změna zákona o plánování rodiny, ochraně plodu a podmínkách pro přerušení těhotenství proběhla 27. ledna 2021. V tento den bylo publikováno rozhodnutí polského ústavního tribunálu o omezení práva žen na potrat. Polsko je jednou z mála zemí na světě, kde se od 90. let 20. století interrupce dostaly z velké části mimo zákon.
- Interrupce v Turecku – Interrupce v Turecku je legální do desátého týdne po početí. Pokud je žena vdaná, je také požadován souhlas manžela.
- Interrupce v Srbsku – Interrupce v Srbsku byla v současné podobě (v Srbsku a dalších bývalých jugoslávských republikách) legalizována 7. října 1977.
- Interrupce v Lucembursku – Interrupce v Lucembursku byla legalizována 15. listopadu 1978. Do dvanácti týdnů po početí (čtrnácti týdnů po poslední menstruaci) může žena po čekací lhůtě tři dny a po dvou konzultacích s lékařem, jedné zdravotní a jedné psycho-sociální, podstoupit potrat.
- Interrupce ve Švýcarsku – Interrupce ve Švýcarsku je legální během prvních dvanácti týdnů těhotenství, pod podmínkou poradenství, pro ženy, které uvádějí, že jsou v tísni. Kdykoli později je také legální s lékařskými indikacemi – hrozbou vážného tělesného nebo psychického poškození ženy. Švýcarsko patří mezi vyspělé země s nejnižší mírou potratů a nechtěného těhotenství.
- Interrupce v Lichtenštejnsku – Interrupce v Lichtenštejnsku je ve většině případů nezákonná a trestá se vězením pro ženu a lékaře. Pokus o legalizaci v roce 2011 nevyšel. V dubnu a listopadu 2012 parlament neuspěl při pokusu navrhnout uvolnění zákonů o potratech.
- Interrupce v Bulharsku – Interrupce v Bulharsku je od 1. února 1990 na požádání legální během prvních 12 týdnů těhotenství. Mezi dvanáctým a dvacátým týdnem je potrat povolen pouze ženám, které trpí chorobami, které mohou ohrozit život její nebo dítě. Po dvacátém týdnu je potrat povolen pouze tehdy, je-li život ženy v ohrožení nebo je-li plod vážně geneticky poškozen.
- Interrupce v Spojených státech amerických – V roce 1970 Kongres Spojených států odstranil odkazy na metody prevence těhotenství z federálních zákonů o obscénnosti. V roce 1973 bylo rozhodnutím případu Roe v. Wade legalizováno provádění potratů v prvních třech měsících těhotenství. Toto rozhodnutí bylo zrušeno 24. června 2022 v rámci procesu Dobbs v. Jackson Women's Health Organization, čímž se právní vmezení potratů stalo opět záležitostí legislativy jednotlivých států Unie.
- Interrupce na Maltě – Interrupce na Maltě je legální v případech, kdy je ohrožen život těhotné ženy. Do roku 2022 byla nezákonná ve všech případech.
- Interrupce v Andoře – Interrupce v Andoře je ve všech případech nezákonná. Andorra je jediná evropská země, kde jsou potraty nezákonné, dokonce i kdyby měly zachránit život matky.
- Interrupce v Dánsku – Interrupce v Dánsku byly plně legalizovány 1. října 1973, což umožnilo provést zákrok na vyžádání, pokud těhotenství ženy nepřesáhlo dvanáctý týden.
- Interrupce v Monaku – Interrupce v Monaku je povolena pouze v případech znásilnění, deformace plodu, nemoci nebo smrtelného nebezpečí pro matku.
- Interrupce na Slovensku – Interrupce ve Slovenské republice je legální až do 12. týdne těhotenství, ze závažných zdravotních důvodů i později.